# 北海道立江差高等看護学院
北海道立江差高等看護学院 （ほっかいどうりつえさしこうとうかんごがくいん）とは、北海道檜山郡江差町字伏木戸町483番地にある道立の専修学校。

## 概要
通常の入試に加え、渡島、檜山地方出身者を対象とする推薦入試を導入しており、渡島・檜山地方の看護師の育成に寄与しているとされる。一学年の定員は40名。女子のみの寄宿舎を併設している。臨床実習は隣接する北海道立江差病院や八雲総合病院、JA北海道厚生連倶知安厚生病院で行われる。
2011年度から2020年度までの10年間の入学者は合計235人だったのに対し、実際の1学年の在学者数合計は272人だった。これは留年者数が多いためである。しかし、その後の入学者数は、2022年度が8人、2023年度が6人、2024年度は4人（過去最小）であり、2024年度の在校生は15人と、各学年の定員40人を大幅に下回っている。その原因の一つがパワハラ事件にあることを同学院も認めている。

### 設置学科
- 看護学科 （3年制・昼間）
  - 学年定員40名、総定員120名

### 取得できる資格・免許状
- 専門士（医療専門課程）[5]
- 看護師国家試験受験資格
- 保健師・助産師学校（保健師助産師看護師養成所）および養護教諭養成学校受験資格

## 沿革
（この節の出典
） 
- 1958年　道立江差病院附属准看護婦養成所が開設される（1学年定員15名）
- 1971年　北海道立看護学院条例の施行により、北海道立江差准看護学院に名称を変更する
- 1997年　北海道立看護学院条例の一部を改正し、江差准看護学院を削り、江差高等看護学院を付け加える（1998年4月1日施行）。また厚生労働大臣から看護婦養成所として指定を受ける
- 1998年　北海道立江差高等看護学院が開校

## 不祥事

### パワーハラスメントの常態化、学生の自殺
2021年4月6日、同学院の教師から「あんたを指導する価値がない」、「顔も見たくないし、授業にも出てほしくない」、「頭がおかしいのか」、「お前みたいなバカは死ね」、「始末書が完成しないと強制退学になる。どうせ留年するのだから、取得した単位を持って他の学校に移ったら？」などの誹謗中傷や強圧的な態度で休学を薦めたほか、意味不明な文字による添削で課題の再提出を要求し、30枚以上の反省文を提出させるなどの生徒に対するパワーハラスメントが常態化していることが問題となった。保護者らは「父母の会」を結成し、学院を管轄する道に説明を求めたが、翌7日の説明会でパワハラを認定しない方針を示した。同団体は4月中に情報開示請求したが、休退学者数を非開示する旨を示した。非開示部分に関して、道医務薬務課は北海道情報公開条例第10条を根拠としている。
2021年10月12日に第三者調査委員会は、2015年から2020年度までに同学院で34件のハラスメントがあったと認定し、11人の教員が関与し、調査対象となった学生24人の内の14人がパワーハラスメントを受けたと認定された。2022年3月29日付で加害教員11人の内、2018年3月に退職した1人を除く10人を懲戒処分とした。元副学院長は停職6か月、9人の教員に対しては減給となり、同月末に元副学院長は依願退職するとした。
2019年に高圧的な指導が原因とする男子学生が自殺する事件が発生しており、2022年2月23日に北海道議会保健福祉委員会はこれを公表した。2024年10月29日、同男子学生の母親が北海道に賠償を求める裁判が始まった。その中で北海道は、第三者調査委員会が認定し、北海道が謝罪したパワハラについて、パワハラは存在しなかったと主張している。

## アクセス
- 函館バスにて「江差病院前」停留所下車